# Уједињени рудари Америке
Уједињени рудари Америке (енгл. United Mine Workers of America — UMWA) је северноамерички синдикат, најпознатији по представљању рудара угља. Данас синдикат такође представља здравствене раднике, возаче камиона, производне раднике и јавне службенике у Сједињеним Америчким Државама и Канади. Иако је главни фокус синдиката увек био на радницима и њиховим правима, данашњи UMWA се такође залаже за боље путеве, школе и универзалну здравствену заштиту. До 2014. године, експолоатација угља је у великој мери прешла на отворене копове у Вајомингу, па је те године било само 60.000 активних рудара угља. Синдикат је остао са 35.000 чланова, од којих су 20.000 били рудари угља, углавном у подземним рудницима у Кентaкију и Западној Вирџинији. Међутим, био је одговоран за пензије и медицинске накнаде за 40.000 рудара у пензији, као и за 50.000 супружника и издржаваних особа.
УМВ је основана у Kолaмбусу у Охају, 25. јануара 1890., спајањем две старе радне групе, Витезови радаскупштине бр. 135 и Националне напредне уније рудара. Усвајајући модел Америчке федерације рада (АФЛ), синдикат је првобитно основан као тространо радно средство: за развој сигурности рудника; побољшати независност рударских радника од власника рудника и продавница компаније; и пружити рударима колективну преговарачку снагу.
После доношења Националног акта за опоравак 1933. године током Велике депресије, организатори су се проширили по целој Америци, како би организовали све рударе угља у радничке синдикате. Под моћним вођством Џона Л. Левиса, УМВ је раскинуо с Америчком федерацијом рада и основао сопствену федерацију, ЦИО (Конгрес индустријских организација). Њени организатори су се борили да организују главне индустрије, укључујући аутомобиле, челик, електричну опрему, гуму, боју и хемикалије и водили су низ битака са АФЛ-ом. УМВ је нарастао на 800 000 чланова и био је елемент у коалицији Нова Деал која подржава демократског председника Франклина Д. Рузвелта. Левис је раскинуо с Рузвелтом 1940. године и напустио ЦИО, остављајући УМВ све изолиранијим у радничком покрету. Током Другог светског рата, УМВ је учествовао у низу великих штрајкова и претњи шетњама које су разљутиле јавно мњење и потакнуле про-пословне противнике. Након рата, УМВ се концентрисала на повећање плата, медицинских услуга и пензија за своје смањивање чланства, које се борило са променама у технологији и смањењем рудника на Истоку.

## УМВ
УМВ је основана у Kолaмбусу у Охају, 25. јануара 1890., спајањем две старе радне групе, Витезови радаскупштине бр. 135 и Националне напредне уније рудара. Усвајајући модел Америчке федерације рада (АФЛ), синдикат је првобитно основан као тространо радно средство: за развој сигурности рудника; побољшати независност рударских радника од власника рудника и продавница компаније; и пружити рударима колективну преговарачку снагу.
После доношења Националног акта за опоравак 1933. године током Велике депресије, организатори су се проширили по целој Америци, како би организовали све рударе угља у радничке синдикате. Под моћним вођством Џона Л. Левиса(eng. John L. Lewis), УМВ је раскинуо с Америчком федерацијом рада и основао сопствену федерацију, ЦИО (Конгрес индустријских организација). Њени организатори су се борили да организују главне индустрије, укључујући аутомобиле, челик, електричну опрему, гуму, боју и хемикалије и водили су низ битака са АФЛ-ом. УМВ је нарастао на 800 000 чланова и био је елемент у коалицији Нова Деал(eng. New Deal) која подржава демократског председника Франклина Д. Рузвелта. Левис је раскинуо с Рузвелтом 1940. године и напустио ЦИО, остављајући УМВ све изолиранијим у радничком покрету. Током Другог светског рата, УМВ је учествовао у низу великих штрајкова и претњи шетњама које су разљутиле јавно мњење и потакнуле про-пословне противнике. Након рата, УМВ се концентрисала на повећање плата, медицинских услуга и пензија за своје смањивање чланства, које се борило са променама у технологији и смањењем рудника на Истоку.

## Развој уније
УМВ је основана у Коламбусу у Охају 22. јануара 1890. спајањем две раније групе, Скупштине витезова трговине радом бр. 135 и Националног савеза напредних рудара. По узору на Америчку федерацију рада (АФЛ). Настанак Уније у 1890-има био је врхунац вишедеценијског напора да се рударски радници и људи у суседним занимањима организују у јединствену, ефикасну преговарачку јединицу. У то време угаљ је био један од најтраженијих природних ресурса, јер се широко користио за грејање домова и за напајање машина у индустрији. Рудници угља били су такмичарско и опасно место за рад. С обзиром да су власници редовно наметали смањене плате  као одговор на флуктуације у ценама, рудари су тражили групу да се избори за своја права.

### Рани напори
Америчко удружење рудара
Први корак у оснивању уније било је стварање Америчко удружење рудара. Стипендисти ове организације заслужују почетак радничког покрета у Сједињеним Државама. Чланство у групи нагло је расло. „Од процењених 56.000 рудара 1865. године, Џон Хинклиф је (eng.John Hinchcliffe) тражио 22.000 чланова АМА. Као одговор, власници рудника покушали су да спрече АМА да постане јачи. Припадници АМА су отпуштени и на црној листи запослени у другим рудницима. Након кратког времена АМА је почела да одбија и на крају је престала са радом.
Радничко добровољно удружење
Други рани синдикат који је настао 1868. године био је Радничко добровољно удружење (eng.Workingmen's Benevolent Association). Овај савез се одликовао као синдикат радника за руднике антрацитног (eng. anthracite) угља. Радници су оформили ВБА(eng.WBA) како би помогли да се побољшају плате и услови рада. Главни разлог успеха ове групе био је председник, Џон Синеј, који је тражио начин да обоје повећају користи рудара, истовремено помажући оператерима да зараде. Одлучили су да ограниче производњу антрацита како би његова цена била профитабилна. Будући да су напори ВБА користили оператерима, они нису имали приговора када је синдикат желео да предузме мере у рудницима; поздравили су акције које би им осигурале профит. Пошто су се оператери поверили ВБА, пристали су на први писани уговор између рудара и оператора. Како је синдикат постао одговорнији у очима оператера, синдикат је добио више слободе. Као резултат тога, здравље и расположење рудара значајно су се побољшали.
ВБА би могла бити веома успешна унија да није било Франклина Б. Говена (eng.Franklin B. Gowen). Године 1870-их Говен је био власник железнице за читање и купио је неколико рудника угља у том подручју. Пошто је био власник рудника угља и управљао превозним средствима, могао је полако да уништи синдикат. Учинио је све што је у његовој моћи да произведе најјефтинији производ и да осигура да радници који нису синдикати имају користи. Како су се услови за рударе ВБА погоршавали, синдикат се распао и нестао.
Након пада ВБА, рудари су створили многе друге мале синдикате, укључујући Радничку заштитну асоцијацију (ВПА) и Рударско национално удружење (МНА). Иако су обе групе имале снажне идеје и циљеве, нису биле у стању да добију довољно подршке и организације да успеју. Два синдиката нису дуго трајала, али су пружали већу подршку рудара синдикату који би могао да издржи и помогне заштити права радника.

### 1870-те
Иако су многи синдикати пропали, настала су два доминантна синдиката која су обећала да ће постати јаки и стални заговорници рудара. Главни проблем за то време било је ривалство између две групе. Будући да су Национална трговинска скупштина бр. 135, познатија као Витезови рада (eng. Knights of Labor), и Национална федерација рудара (eng.National Federation of Miners) и радника рудника били тако супротстављени једни другима, стварали су проблеме рударима, уместо да решавају кључна питања.

#### Национална трговинска скупштина #135
Ова унија је била познатија као Витезови рада и започела је око 1870. у области Филаделфија, Пенсилванија . Главни проблем витезова рада била је његова тајност. Чланови су врло приватно држали своју припадност и циљеве витезова рада. Будући да и рудари и оператори могу постати чланови, није било заједничког за удруживање чланова. Такође, синдикат није видео штрајкове као средство за постизање права. Многи људи тог времена штрајк је био једини начин на који су веровали да ће их чути.
Витезови рада покушали су да успоставе снажну и организовану заједницу, тако да су основали систем локалних скупштина, или ЛА. Постоје две главне врсте локалног права, трговачка и мешовита, при чему је трговачка ЛА најчешћа. Иако је тај систем успостављен за стварање реда, учинио је супротно. Иако су постојале само две категорије ЛА-а, било је много пододељења. Већином је било немогуће рећи колико је било трговинских и мешовитих ЛА-ова у датом тренутку. Локалне скупштине почеле су да се формирају и пропадају свуда око себе, а многи чланови су почели да постављају питање да ли нису Витезови рада довољно јаки да се боре за најважније питање времена, постижући осам сати радног дана.

#### Национална федерација рудара и радника на рудницима
Ову унију основали су чланови витезова рада који су схватили да се тајна и обједињена група неће претворити у успешан савез. Оснивачи, Џон МекБрајд, Крис Еванс и Даниел МекЛаугхлин, веровали су да стварање осмочасовног радног дана неће бити корисно само радницима, већ и као средство за заустављање прекомерне производње, што би заузврат помогло оператерима. Синдикат је могао да добије сарадњу од оператера, јер су објаснили да рудари желе боље услове, јер се осећају као да су део рударске индустрије и такође желе да компанија расте. Али да би компанија расла, радници морају имати боље услове како би се њихов рад могао побољшати и профитирати корисницима.
Први приоритет синдиката био је успостављање система фер вагања у рудницима. На конференцији између оператора и синдиката договорена је идеја новог система скалирања, али систем никада није примењен. Будући да синдикат није дао оно што је обећао, изгубио је подршку и чланове.

### 1880-те
За то време, ривалство између два синдиката се повећало и на крају је довело до формирања УМВ. Први од многих аргумената појавио се након заједничке конференције 1886. године. Витезови рада нису желели да НТА #135 буде под контролом, па су се противили многим одлукама. Такође, пошто витезови рада нису присуствовали конференцији, нису били у могућности да гласају против акција за које су сматрали да би биле штетне за стицање права за раднике. Конференција је донела резолуције којима се од витезова рада тражи да одустану од тајности и публицирају материјал о својим члановима и локацијама. Национална федерација је одржала још једну конференцију 1887. године којој су присуствовале обе групе. Али било је неуспешно у постизању сагласности група о следећим акцијама. 1888. Самуел Гомперс изабран је за председника Националне федерације рудара, а Џорџ Харис први потпредседник.
Током 1887-1888. године одржане су многе заједничке конференције које су помогле да се изгладе проблеми које су ове две групе имале. Многе вође сваке групе почели су испитивати морал другог савеза. Један вођа, Вилиам Т. Левис, сматрао је да треба да постоји више јединство унутар уније, и да такмичење за чланове између две групе не постиже ништа. Као резултат заузимања те позиције, сменио га је Џон Б. Рае као председник НТА #135. Ово уклањање није зауставило Левиса; окупио је многе људе који су такође избачени из Витезова рада због покушаја да припадну и једној и другој странци одједном, заједно са Националном федерацијом, и створио је Национални напредни савез рудара и рудника (НПУ).
Иако је циљ НПУ-а 1888. године био наизглед да створи јединство између рудара, он је уместо тога повукао јачу линију која је разликовала чланове НПУ-а од оних из НТА-е #135. Због супарништва, рудари једног синдиката не би подржали штрајкове другог, а многи штрајкови су пропали. Децембра 1889, председник НПУ је основао заједничку конференцију за све рударе. Џон МекБрајд, председник НПУ-а, предложио је да се витезови рада придруже НПУ-у како би формирали јачу унију. Џон Б. Рае невољно се сложио и одлучио да се удружене групе састану 22. јануара 1890.

### Устав Уније: Једанаест тачака
Када је синдикат основан, у преамбули су биле наведене вредности УМВА: 
 Основали смо Уједињене раднике у рудницима Америке у сврху ... образовања свих рудника у Америци да схвате потребу јединства акције и сврхе, у захтевању и обезбеђивању законитим средствима праведних плодова нашег труда. 
 УМВА устав је као циљеве уније навео једанаест тачака:
- Исплата плате сразмерно опасним условима рада. То је била једна од најважнијих тачака устава.
- Плаћање треба вршити по законском плаћању, а не са компанијом.
- Обезбедите сигурне услове рада, са оператерима да користе најновије технологије да би очували живот и здравље радника.
- Омогућите боље вентилационе системе за смањење болести црних плућа и бољи систем одводње.
- Применити законе о безбедности и забранити им да рудници имају неадекватне кровне потпорње или контаминирани ваздух и воду у рудницима.
- Ограничите редовне сате на радни дан од осам сати.
- Зауставити дечији рад и строго проводите закон о дечијем раду.
- Имајте тачне ваге за вагање производа од угља, како би радници били поштено плаћени. Многи оператери су изменили ваге које су показале лакшу тежину угља од стварно произведене, што је резултирало недовољним плаћањем радника. Рудари су плаћени по килограму угља који су произвели.
- Плаћање треба извршити у законском плаћању.
- Успоставити непристрасне јавне полицијске снаге у подручјима рудника која нису била под контролом оператера. Многи оператери су ангажовали приватну полицију која је коришћена да узнемиравају руднике и намећу моћ компаније. У градовима компанија оператери су били власници свих кућа и контролисали полицију; могли су произвољно да иселе раднике и неправедно их ухапсе.
- Радници су задржали право на штрајк, али радили би с оператерима на закључивању разумних закључака.[2]

## Џон Л. Луис
Џон Л. Луис (1880—1969) био је веома борбени председник УМВ-а који је темељно контролисао унију од 1920. до 1960. Главни играч у радничком покрету и националној политици, током тридесетих година 20. века, активисти УМВ организовали су нове синдикате у аутомобилима, челику и гумама. Био је покретачка снага оснивања Конгреса индустријских организација (ЦИО). Основали су Уједињене америчке раднике челика и помогли организовати милионе других индустријских радника 1930-их.
Након што је 1941. поднео оставку на место шефа ЦИО-а, 1942. руднички радници извели су из ЦИО-а, а 1944. синдикат преузели у Америчку федерацију рада (АФЛ). Водећи либерал, Левис је играо велику улогу у помагању Франклину Д. Роосевелту да победи у поновним изборима клизиштом 1936. године, али као изолациониста подржан од стране комунистичких елемената у ЦИО-у, Левис је с Росевелтом прекинуо 1940. године у вези с анти-нацистичком спољном политиком. (Након немачко-совјетског пакта о ненападању из 1939. године, Коминтерна је наложила комунистичким партијама на Западу да се супротставе било каквој подршци народима у рату с нацистичком Немачком). ).
Левис је био брутално ефикасан и агресиван борац и штрајк вођа, који је за своје чланство стизао високе плате док је паролирао на своје противнике, укључујући владу Сједињених Држава. Левис је био један од најконтраверзнијих и најиновативнијих лидера у историји рада, прибављајући заслуге за изградњу индустријских синдиката ЦИО-а у политичку и економску силу како би се супротставио АФЛ-у, али је био широко мржљен док је називао штрајкове угља широм земље наносећи штете Америчкој економији усред Другог светског рата. Његова масивна глава од леонина, обрве попут шуме, чврсто постављена вилица, снажан глас и свеприсутни мрзовољство одушевили су његове присталице, наљутили његове непријатеље и одушевили карикатуристе. Рудари угља током 40 година славили су га као доброћудног диктатора који је доносио високе плате, пензије и медицинске бенефиције, и проклети критичари.

## Достигнућа
- Осмочасовни радни дан стечен је 1898. године.[8] Прве идеје овог захтева изнесене су у тачки шест устава.
- Синдикат је остварио права колективног преговарања 1933.
- Здравствене и пензионе бенефиције за рударе и њихове породице зарађене су 1946. године.
- 1969. године, УМВА је убедила Конгрес Сједињених Држава да донесе значајан Федерални закон о заштити и безбедности у руднику угља, који је обезбедио надокнаду за рударе који пате од црне плућне болести .
- Релативно високе плате за синдикалне рударе до раних 1960-их.[9]

## Списак штрајкова
Историја синдиката има бројне примере штрајкова у којима су се чланови и њихови присталице сукобили са ударним провалницима компанија и владиним снагама. Најистакнутије су:

### 1890-те
- Масакр у Моревуду - 3. априла 1891. у Моревуду, Пенсилванија. Гомилу углавном досељеничких штрајкача отпустили су депутирани припадници 10. пука Националне гарде. Најмање десет нападача је убијено, а десетине су рањене.
- Штрајк рудара битуменских угља из 1894. - 21. априла 1894. Овај штрајк широм земље позван је када је синдикат имао једва четири године. Многе плате радника смањене су за 30% [2] а када је потражња за угљем смањена током укидања, радници су били очајни због посла. Државна гарда је мобилисана у неколико држава како би спречила или контролисала насилне сукобе штрајкача и разбијача штрајка. Радници су намеравали да штрајкују три недеље, надајући се да ће то створити потражњу за угљем и њихове зараде ће расти са растом цене. Али, многи рудари из синдиката нису желели да сарађују са овим планом и уопште се нису враћали на посао. Синдикат је изгледао слаб. Остали радници нису штрајковали, а с мањом потражњом успели су да произведу довољно угља. Будући да су ефикасни у рудницима, оператери нису видели потребу за повећањем плата свих радника и чинило се да им није стало да ће штрајк завршити.

До јуна, потражња за угљем је почела да расте, а неки оператери су одлучили да исплате радницима своје првобитне плате пре смањења плата. Међутим, нису испуњени сви захтеви широм земље, а неки радници су и даље штрајковали. Млади синдикат претрпео је штету у овом неуједначеном напору. Најважнији циљ штрајка из 1894. године није био обнова плата, већ успостава УМВА као сарадње на националном нивоу.
- Масакр у Латимеру - 10. септембра 1897. године. 19 рудара је убијено од стране полиције у Латимеру у Пенсилванији током марша у знак подршке синдикатима.
- Битка код Вирдена - октобар 1898. То је био део већих минских ратова који су утврдили Илиноис као водећу савезничку државу у земљи, и разлог због којег је Мари Харрис "Мотхер" Јонес сахрањена на Маунт Олив, у држави Илиноис .

### Почетак 1900-их
- Петомесечни штрајк угља из 1902. године, који су водили Уједињени рудари и усредсређен у источну Пенсилванију, завршен је након директне интервенције председника Теодора Рузвелта као неутралног арбитра.
- 1903. Штрајк угља у Колораду - октобар 1903. Уједињени рударски радници извели су штрајк у Колораду, који је у октобру 1903. сазвао председник Мичел, а трајао је до 1904. године. Штрајк је засенио истовремено штрајк западне Федерације рудара међу рударима тврдог камења у округу Крипл Крик, што је допринело радничким борбама у Колораду. Они су постали познати као Колорадо Лабуристички ратови. Током залагања Уједињених рудника, оператери су усмеравали своје приватне снаге да нападну и претуку путничке синдикалне официре и организаторе, што је на крају помогло да разбију штрајк. Ова пребијања била су мистерија све док није објавио Морис Фридман Пинкертон Лабористички шпијун (1907), који је открио да су УМВА инфилтрирали радни шпијуни из агенције Пинкертон .[10]
- 1908. Штрајк угља у Алабами - јун – август 1908. Приметан је по томе што је 18.000 нападача организованих од УМВА, више од половине оних који раде у округу Бирмингхам, расно интегрисано. Та је чињеница помогла да се ојача политичка опозиција штрајкачима у одвојеној држави. Гувернер је употребио полицију Алабама како би окончао обуставу рада. Синдикат је усвојио расну сегрегацију радника у Алабами како би умањио политичку претњу тој организацији.[11][12][13]
- Штрајк угља округа Вестмореланд - 1910-1911, 16-месечни штрајк угља у Пенсилванији који су углавном водили словачки рудари имиграната, а у овај штрајк учествовало је 15.000 рудара угља. Шеснаест људи убијено је током штрајка, а готово сви су ударили рударе или чланове својих породица.
- Колофилдски рат у Колораду - септембар 1913. - децембар 1914. Често насилни штрајк против Џона Д. Рокфелера, млађег - Колорадо Фуел енд Ирон компанија. Многи штрајкачи и опозиција су убијени пре него што је насиље достигло врхунац након масакра у Лудлову 20. априла 1914. године. Процењује се да је 20 људи, укључујући жене и децу, убијено од стране наоружане полиције, ангажованих пушака и Националне гардарије Колорада који су разбили шаторску колонију коју су формирале породице рудара, а које су деложиране из смештаја у власништву компаније. Штрајк је делимично водио Џон Р. Лавсон, организатор УМВА-е, и учествовало је познате активисткиње Мотхер Јонес . УМВА је купила део локације Лудлов и изградила споменик Лудлову у знак сећања на оне који су погинули.
- Бунт рудника угља у Хартфорду - јули 1914. Површинско постројење рудника угља Праирие Крик је уништено, а два синдиката рудара убијена од стране синдикалних рудара и симпатизера. Власници рудника су тужили локалне и националне организације Уједињеног синдиката рудника. За националну УМВА утврђено је да није саучесник, али локално је оцењено да је крив за подстицање нереда и платили су му 2,1 милиона америчких долара.[14]

- Штрајк угља Уједињених рударских радника из 1919. - 1. новембра 1919. Отприлике 400.000 припадника Удружених рударских радника започело је штрајк 1. новембра 1919. године, иако је државни тужилац А. Мичел Палмер позвао на Закон о полузи, ратну меру која криминализује мешање у производњу или превоз потрепштина и добила забрану против штрајка. 31. октобра.[15][16] Оператори угља смрзли су штрајкаче оптужбама да су руски комунистички лидери Лењин и Троцки наредили штрајк и финансирали га, а неки од штампе су поновили те тврдње.[17]
- Матеван, Западна Вирџинија - 19. маја 1920. 12 мушкараца је убијено у пуцњави између становника града и детективске агенције Балдвин-Фелтс, коју су ангажовали власници рудника. Редитељ Џон Сајлес режирао је играни филм, Матеван, заснован на тим догађајима.
- 'Рат у Реднеку' - 1920-21. Генерално посматрано као почетак масакра у Матевану, овај сукоб је укључивао борбу за уједињење југозападне области Западне Вирџиније. То је довело до марша 10.000 наоружаних рудара на седишту округа у Логану . У бици на планини Блер рудари су се борили против државне полиције, локалне полиције и рударске страже. Ови догађаји су приказани у романима Олуја неба (1987) Денисе Гиардине и Блер Моунтаин (2005) Џонатана Лина.
- Штрајк угља из Алабаме 1920. године, дуготрајан, насилни, скупи и бесплодни покушај да се постигне признање синдиката у рудницима угља око Бирмингхама оставило је мртвих 16 људи; један црнац је линчован .
- Херин масакр догодио се у јуну 1922. године у Херин у држави Илиноис . 19 нападача штрајкача и 2 синдиката рудара убијени су у мафијашкој акцији у периоду од 21. до 22. јуна 1922. године.

### БЕСКО штрајк, Нова Шкотска
Округ 26 УМВА у Сиднеју, Нова Шкотска, Канада погодио је почетком марта 1923. године  против Бритиш Емпајр Стил Корпорејшн (БЕСЦО). 4. јуна, синдикат је повукао своје људе из електране компаније у Новом Ватерфорду. Више од педесет полицијских друштава, од којих су многи на коњу, окупирали су постројење ујутро 11. јуна. Процењено је да се 700 - 3000 рудара и присталица окупило у Новом Ватерфорду и тог јутра кренули ка електрани. Компанија је полицији отворила ватру када је гужва стигла, а затим пушком набацила коње, љуљајући се као по ноћним клубовима и пуцала из револвера. Рудари су узвратили камењем и повукли полицајце са коња. Вилиам Давис, рудар, убијен је, а неколико других је рањено ватреним оружјем или су прегажени коњима. Након завршетка нереда, рудари су саботирали и онеспособили електрану током штрајка. Полиција и компанија која није избегла битку била су затворена у градском затвору. У наредним ноћима, компаније су претрпане и паљене, укључујући и зграду коча. Канадска војска распоредила је хиљаде војника у то подручје у другом највећем размештању у историји због грађанских немира унутар Канаде. Синдикат је касније суспендовао стопостотни штрајк, омогућивши повратак радницима.
Штрајк из 1925. године трајао је преко лета и допринео банкроту и распаду БЕСКО конгломерата неколико година касније. Штрајк против компаније БЕСКО од стране компаније УМВА 26 на пољу угља у Сиднеју био је без преседана због насиља и милитантности коју је компанија излагала према штрајкачким рударима и променио динамику рада у индустријском Кејп Бретон .

### Штрајк на Бруксајду
У лето 1973. године, радници рударског постројења и припреме за руднике рудника Бруксајд и Преп Плант у округу Харлан, Кентаки, власништво Дуке Повер-а, гласали су да се придруже синдикату. Управа Истовера одбила је потписати уговор и рудари су ступили у штрајк. Дуке Повер је покушала да прими заменске синдикалне раднике или " красте ", али су многи били онемогућени да уђу у рудник штрајком радника и њихових породица на линији пиката. Локални судија Ф. Бирд Хог био је сам оператер угља и доследно је пресудио за Истовер. Током већег дела штрајка, супруге и деца рудника придружили су се линији пикета. Многи су ухапшени, неки су погођени палицама за бејзбол, пуцали и ударали их аутомобилима. Један упечатљив рудар, Лоренс Џонс, убијен је од стране штрајкбрехер .
Три месеца након повратка на посао, истекао је национални УМВА уговор. 12. новембра 1974., 120.000 рудара широм земље напустило је посао. Државни штрајк је био без крви, а три недеље касније постигнут је прелиминарни уговор. Ово је отворило руднике и на Божић поново активирало шине. Ови догађаји су приказани у документарном филму округа Харлан, САД .

### Штрајк у Питстону
Штрајк у Питстону 1989.-1990. почео је као резултат повлачења Питстон-ове групе за угаљ, познате и као Компаније Питстон из Удружења оператора битуминозног угља (БЦОА) и одбијања Питстон-ове групе за угаљ да плати плаћање здравственог осигурања за рударе који су већ били у пензији. Тадашњи власник компаније из Питстона, Пол Даглас, напустио је БЦОА јер је желео да производи угаљ седам дана у недељи и није желео да његова компанија плаћа накнаду за осигурање.
Компанија Питсон сматрана је да има неадекватне сигурносне стандарде након поплаве Буфало Крик 1972 у којој је погинуло 125 рудара. Компанија је такође била веома финансијски нестабилна и задужена. Рудници повезани са компанијом били су лоцирани углавном у Вирџинији, и рудници такође у Западној Вирџинији и Кентакију.
Дана 31. јануара 1988. Даглас је прекинуо пензионе и здравствене услуге око 1500 пензионера у пензији, удовица рудара и рудара са инвалидитетом. Да би избегао штрајк, Даглас је запретио да ће, уколико се догоди штрајк, рударе заменити другим радницима. УМВ је ову акцију назвао неправедном и извео Питстон компанију на суд.
Рудари су радили од јануара 1988. до априла 1989. без уговора. Напетост у компанији је расла и 5. априла 1989. радници су најавили штрајк. Дешавали су се вишемесечни и насилни и ненасилни штрајкови. 20. фебруара 1990. коначно је постигнуто нагодба између УМВА и компаније угља Питстон.

## Унутрашњи сукоб
Историју синдиката понекад су обележиле унутрашње свађе и корупција, укључујући убиство Џозефа Јаблонског из 1969. године, кандидата за реформу који је изгубио трку за председника синдиката против бившег ВА Бојл-а. Касније је Бојл осуђен за наређивање убиства.
Убиство Јаблонског резултирало је рођењем демократског покрета названог "Рудари за демократију" (МФД), који је Бојлов режим збрисао са функције и заменио га групом лидера који су недавно били рудари у рангу. Предвођено новим председником Арнолдом Милером, ново руководство је провело низ реформи које су члановима УМВА давале право да бирају своје лидере на свим нивоима синдиката и да ратификују уговоре на основу којих су радиле.

## Пад радничког синдикализма у рударству
Смањена вера у УМВ да подржи права рудара натерала је многе да напусте синдикат. Потражња за угљем била је ограничена конкуренцијом из других извора енергије. Главни узрок пада синдиката током 1920-их и 1930-их било је увођење ефикаснијих и лакше произведених машина у руднике угља. Претходних година машине су резала мање од 41% угља. Међутим, до 1930. године машине су посекле 81%, а сада су постојале и машине које су могле да површинско минирају и убацују угаљ у камионе. Са више машина које би могле да ураде исти рад, незапосленост у рудницима је расла, а плате смањене. Како су проблеми расли, многи људи нису веровали да би УМВ икада могла постати тако моћна као пре почетка рата. Пад синдиката почео је у 1920-има и наставио се током 1930-их. Чланство у УМВА полако се повећавало у броју.

### Пад 1970-их
Општи пад ефикасности синдиката окарактерисао је 1970. и 1980. године, што је довело до нових врста активизма, посебно у касним 1970-има. Радници су видели своје синдикате опет доле у налету агресивног управљања.
Остали фактори допринели су општем паду синдикализма и посебно УМВ-а. Индустрија угља није била економски спремна да се носи са таквим падом потражње за угљем. Потражња за угљем била је веома велика током Другог светског рата, али драматично је опала после рата, делом и због конкуренције из других извора енергије. У настојању да побољшају квалитет ваздуха, општинске владе су почеле да забрањују употребу угља као горива за домаћинство. Крај контроле цена рата увео је конкуренцију за производњу јефтинијег угља и вршио притисак на зараде.
Ови проблеми - уочена слабост синдиката, губитак контроле над пословима, пад потражње и конкуренције - умањили су веру рудара у њихов синдикат. До 1998. године УМВ је имао око 240.000 чланова, што је упола мање од броја 1946. године. Од почетка 2000-их, синдикат представља око 42 процената свих запослених рудара.

## Припадност другим синдикатима
У неком тренутку пре 1930. године, УМВ је постао члан Америчке федерације рада . Руководство УМВ било је покретачка снага за промену начина на који су радници организовани, а УМВ је био један од чланова чартера када је 1935. основан нови Конгрес индустријских организација. Међутим, руководство АФЛ-а није се сложило са филозофијом индустријске удруживања, а УМВ и девет других синдиката који су формирали ЦИО избачени су из АФЛ-а 1937. године.
1942., УМВ је изабрала да напусти ЦИО, и наредних пет година су постали независна унија. 1947. Године, УМВ се поново придружио АФЛ-у, али се поновни брак убрзао, јер је УМВ био избачен из АФЛ-а 1948, и тада је постао највећа не-придружена унија у Сједињеним Државама.
Године 1982. Ричард Трумка изабран је за вођу УМВ. Трумка је 1980-их провео лечећи раскол између УМВ-а и сада спојене АФЛ-ЦИО (која је створена 1955. спајањем АФЛ-а и ЦИО-а). 1989. године УМВ је поново однесен у набор великог синдикалног кишобрана.

## Политичка укљученост
Кроз године, УМВ је заузимао политичке ставове и подржавао кандидате за помоћ у постизању циљева синдиката.
Уједињени рударски радници кандидирали су Френка Хенрија Шермана под синдикалном заставом на општим изборима у Алберти 1905. године. Шерманова кандидатура била је усмерена на привлачење значајне популације рудара који раде у камповима јужне Алберте. Заузео је друго место у јахању Пинчер Крика .
Највећи сукоб између УМВ и владе био је док је Френклин Рузвелт био председник Сједињених Држава, а Џон Л. Левис председник УМВ. Првобитно су њих двоје добро сарађивали, али након штрајка Уједињених аутомобилских радника против Генерал Моторс-а, Левис је престао да верује Рузвелту тврдећи да се Рузвелт вратио својој речи. Овај сукоб је натерао Левиса да поднесе оставку на место председника ЦИО. Рузвелтт је у више наврата освајао већину гласова за синдикат, чак и 1940. године, када је Левис заузео изолационистички став о Европи, како су то тражили крајње леви синдикални елементи. Левис је осудио Рузвелта као ратног борца који је био гладан снаге и подржао републиканца Вендела Вилкија .
Напетости између двојице лидера ескалирале су током Другог светског рата. Рузвелт је 1943. године био огорчен када је Левис запријетио великим штрајком да ће окончати производњу антрацитног угља потребну ратним напорима. Претио је интервенцијом владе и Левис се повукао.

### Избори 2008, 2012, и 2014.
У 2008, УМВА је подржала Барака Обаму као најбољег кандидата за помоћ у постизању већих права за руднике.
У 2012., Национално веће Савета УМВА није дало подршку у изборима за председника Сједињених Држава, наводећи "Ниједан кандидат још није показао да ће бити на страни чланова УМВА и њихових породица као председника." 
У 2014. години, УМВА је подржала демократа из Кентакија Алисон Лундерган Гримес за Сенат САД.

## Списак председника
- Џон Б. Реј (eng.John B. Rae) - 1890-1892 ( председник-оснивач )
- Џонон МекБрајд (eng.John McBride) - 1892-1895
- Фил Пена (eng.Phil Penna ) - 1895-1896
- Мајкл Рачворд (eng.Michael Ratchford) - 1897-1898
- Џон Мичел (eng.John Mitchell) - 1898-1907
- Томас Левис (eng.Thomas Lewis) - 1908-1910
- Џон Вајт (eng.John White) - 1911-1917
- Франк Хејс (eng.Frank Hayes) - 1917-1920
- Џон Л. Левис (eng.John L. Lewis) - 1920-1960
- Томас Кенеди (eng.Thomas Kennedy) - 1960-1963
- ВА "Тони" Бојл (eng.W. A. "Tony" Boyle) - 1963-1972
- Арнолд Милер (eng.Arnold Miller) - 1972-1979
- Сам Ћурх (eng.Sam Church)- 1979-1982
- Ричард Трумка (eng.Richard Trumka) - 1982-1995
- Цецил Робертс (eng.Cecil Roberts) - 1995 - данас

## Окрузи током историје

### 1890
- 5- Западна Пенсилванија
- 6- Охајо
- 11- Индиана
- 12- Илиноис
- 17- Западна Вирџинија
- 19- Источни Кентаки и Тенеси [2]

### 1910
- 1- АНТРАЦИТ (север)
- 2- Централна Пенсилванија
- 5- Западна Пенсилванија
- 6- Охајо
- 7- АНТРАЦИТ (централни)
- 8- Индијски (блок)
- 9- АНТРАЦИТ (југ)
- 11- Индиана (битуминозна)
- 12- Илиноис
- 13- Ајова
- 14- Канзас
- 16- Мариланд
- 17- Западна Вирџинија
- 19- Источни Кентаки и Тенеси
- 20- Алабама
- 21- Арканзас и индијска територија
- 23- Централни Кентуцки
- 24- Мичиген
- 25- Мисури [2]

### 1936
- 1- АНТРАЦИТ (север)
- 2- Централна Пенсилванија
- 5- Западна Пенсилванија
- 6- Охајо
- 7- АНТРАЦИТ (централни)
- 8- Индијски (блок)
- 9- АНТРАЦИТ (југ)
- 10- Вашингтон
- 11- Индиана (битуминозна)
- 12- Илиноис
- 13- Ајова
- 14- Канзас
- 15 - Колорадо и Вајоминг
- 17- Западна Вирџинија
- 18- Алберта и Британска Колумбија
- 19- Источни Кентаки и Тенеси
- 20- Алабама
- 21- Арканзас, Оклахома и Тексас
- 23- Централни Кентаки
- 24- Мичиген
- 25- Мисури
- 26- Нова Шкотска
- 28- Острво Ванкувер [2]
- 50- Обједињени округ „разни“ и „уловљени“, укључујући раднике повезане са рудницима и рударством, али не у њима. Укључени радници за боје и хемијске производе. На крају су је прикупили амерички амерички челичари

### 1990
- 2- Централна Пенсилванија
- 4- Југозападна Пенсилванија
- 5- Западна Пенсилванија
- 6- Охајо
- 11- Индиана (битуминозна)
- 12- Илиноис
- 14- Канзас
- 15 - Колорадо, Нови Мексико, Монтана и Северна Дакота
- 17- Централна западна Вирџинија
- 18- Алберта, Британска Колумбија и Саскатцхеван
- 19- Источни Кентаки и Тенеси
- 20- Алабама
- 21- Арканзас, Оклахома и Тексас
- 22- Утах, Виоминг и Аризона
- 23- Централни Кентуцки
- 25- Антрацит
- 26- Нова Шкотска и Њу Брунсвицк
- 28- Вирџинија
- 29- Јужна Западна Вирџинија (елиминисано 1996.) [30]
- 30- Источни Кентаки
- 31- Северна западна Вирџинија [2]

### 2013
- 2- Пенсилванија, Њујорк и Источна Канада
- 12- Илиноис, Индијана, Ајова, Западни Кентаки, Мисури, Канзас, Арканзас, Луизијана, Тексас и Оклахома
- 17- Јужна Западна Вирџинија, Источни Кентаки, Вирџинија и Тенеси
- 20- Алабама, Флорида, Грузија и Мисисипи
- 22- Западне Сједињене Државе
- 31- Северна западна Вирџинија и Охајо [31]